# Heinz Däpp
Heinz «Hene» Däpp (* 11. April 1942) ist ein Schweizer Journalist und Satiriker.
Nach einer Ausbildung zum Primarlehrer arbeitete er als Redaktor für diverse Zeitungen, etwa bei der Berner Zeitung, später als Berner Korrespondent bei der Basler Zeitung.
In der zweiten Hälfte der 1960er Jahre gehörte Däpp in Bern zu den sogenannten Nonkonformisten und trat unter anderem in der Junkere 37 auf. Von 1995 bis 2010 machte er satirische Wochenrückblicke «auf den Polit-Alltag» im Regionaljournal Bern Freiburg Wallis von Radio DRS. 2005 erhielt er den «Berner Bäredräckprys». Heute tritt er auf Kleinkunstbühnen auf.